# لئاندر گریفیت
لئاندر گریفیت (انگلیسی: Léandre Griffit؛ زادهٔ ۲۱ مهٔ ۱۹۸۴) بازیکن فوتبال اهل فرانسه است.
از باشگاه‌هایی که در آن بازی کرده‌است می‌توان به باشگاه فوتبال الفسبورگ، باشگاه فوتبال تورنتو، باشگاه فوتبال ساوت‌همپتون، باشگاه فوتبال روترهام یونایتد، باشگاه فوتبال لیدز یونایتد، باشگاه فوتبال کریستال پالاس، باشگاه فوتبال نورشوپینگ، باشگاه ورزشی آمیان، و کلمبوس کرو اشاره کرد.
وی همچنین در تیم ملی فوتبال زیر ۲۱ سال فرانسه بازی کرده‌است.